# Ragötzlalm
Die Ragötzlalm, auch Rogötzlalm, ist eine Alm am Ragötzlalmbach in der Fraktion Bruggen der Gemeinde St. Veit in Defereggen.

## Lage
Die Ragötzlalm liegt an den Nordabhängen der Roten Spitze zwischen dem Ragötzalmbach im Westen und dem Brugger Almbach im Osten. Die einzige Almhütte der Alm befindet sich rund 100 Meter westlich des Ragötzalmbachs. Westlich der Ragötzalm befindet sich der Gratverlauf von Langschneid, Ragötzllenke, Gamsbug und Gschritt. Östlich liegt die Brugger Alm und der Mooserberg, ein Abhang von Kleinem und Großem Lepleskofel.

## Geschichte
Im Franziszeischen Kataster wurde die Ragötlzalm nicht verzeichnet. Vielmehr gehörte das Gebiet zur benachbarten Brugger Alm. Die Ragötzlalm wurde mangels Mörtel mit Kuhmist aufgemauert, der als Binde- und Isoliermasse diente.

## Aufstiegsmöglichkeiten
Der schnellste Aufstieg zur Ragötzlalm erfolgt von der Ortschaft Lacken (Gemeinde St. Jakob in Defereggen) durch das Tal des Bruggeralmbachs, wobei der Wanderweg links oberhalb des Baches verläuft. Kurz vor der Brugger Alm zweigt der Weg zur Ragötzlalm nach Westen ab. Dieser Weg führt von der Ragötzlalm weiter zur Ragötzllenke, wobei zuvor ein Weg nach Süden zur Roten Spitze abzweigt. Eine weitere Anstiegsmöglichkeit stellt der Weg von St. Jakob oder Lacken zum Wetterkreuz und danach quer über den Ostabhang der Langschneid dar.